# Pectis luckoviae
Pectis luckoviae là một loài thực vật có hoa trong họ Cúc. Loài này được D.J.Keil mô tả khoa học đầu tiên năm 1984.